# Jørgen Sonne
Jørgen Valentin Sonne (Birkerød, 24 giugno 1801 – Copenaghen, 24 settembre 1890) è stato un pittore danese.

## Biografia
Suo padre, Jeppe (1771-1833) fu un incisore di rame per la zecca reale. Intraprese la carriera militare iscrivendosi presso l'Accademia Reale Militare Danese, ma dopo un anno la lasciò per andare all'Accademia delle belle arti di Copenaghen. Allo stesso tempo, iniziò a lavorare negli studi di Christian David Gebauer. Dipinse anche alcune quadri originali e li espose in una piccola mostra nel 1818.

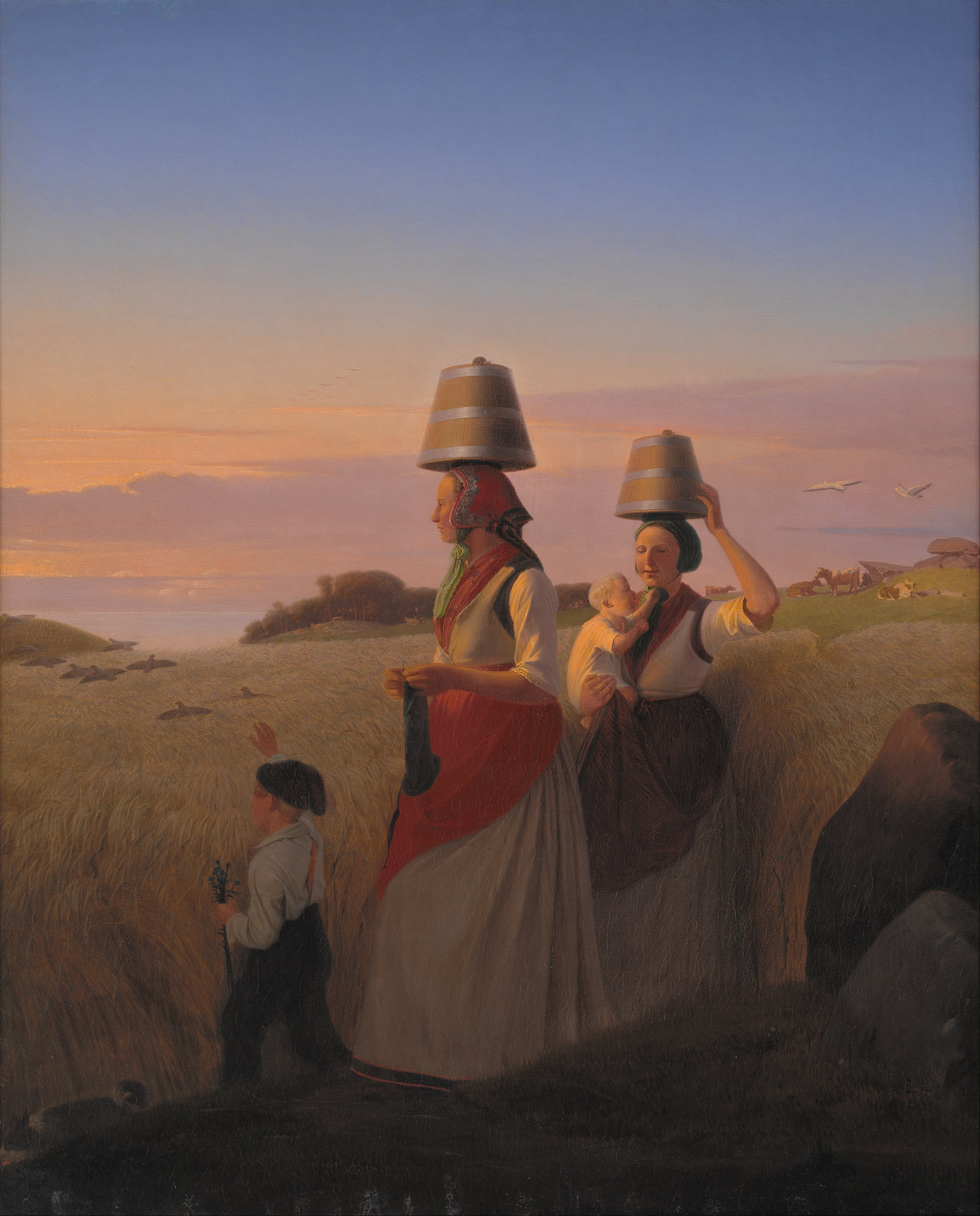
Scena rurale (1848)

Nel 1828, ricevette una borsa di studio di viaggio dall'Accademia, che gli permise di visitare Monaco di Baviera, dove divenne allievo del pittore di scene storiche Peter von Cornelius. Vi rimase per tre anni, nei quali dipinse i vari paesaggi locali, ma non ebbero un grande successo. Quando lasciò Monaco di Baviera, andò a Roma, per approfondire i suoi studi, per fare numerosi viaggi di caccia e osservare i contadini rurali e le loro abitudini quotidiane.

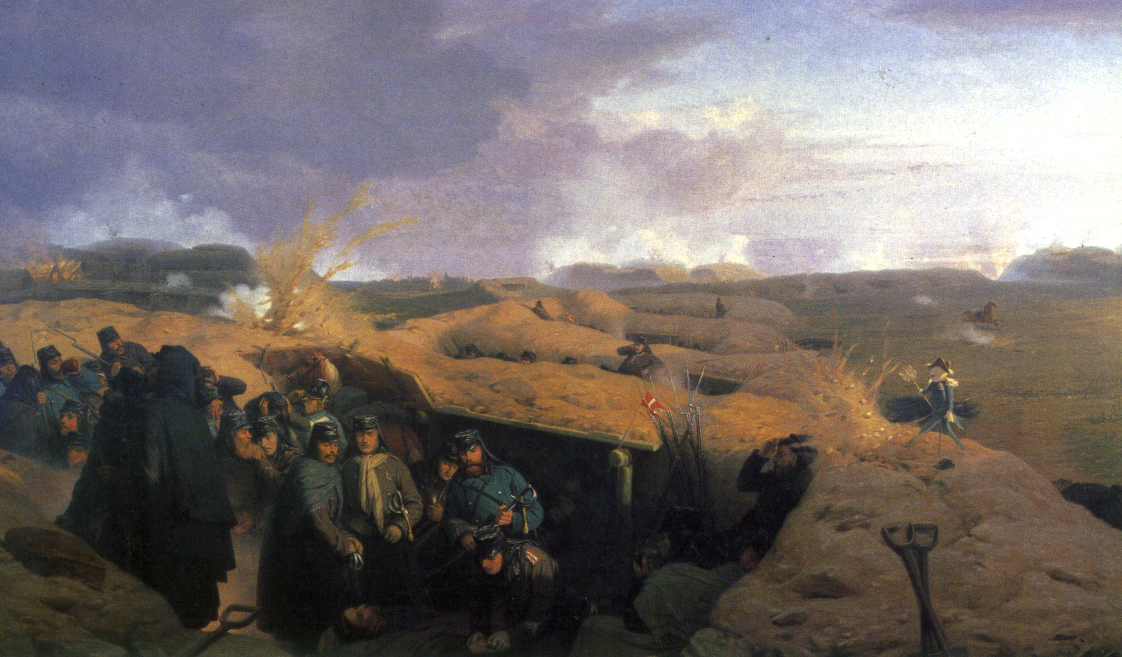
Scene durante la Battaglia di Dybbøl

Tornò in Danimarca nel 1841; vi produsse un notevole numero di opere basate sui suoi studi italiani, che aveva fatto a Roma, e quelli raffiguranti i contadini danesi. Nel 1848, dopo l'inizio della prima guerra dello Schleswig, ebbe il permesso di accompagnare l'esercito nello Jutland. Molti soldati rimasero impressionati dal suo atteggiamento calmo e tranquillo in guerra nonostante le pallottole che gli giravano attorno. Durante la Seconda guerra dello Schleswig, pur avendo sessantatré anni, ebbe nuovamente le redini dell'esercito, nella battaglia di Dybbøl e Sønderborg.
Nel 1865, ricevette l'Anckerske Legat (una borsa di studio per scrittori, artisti e compositori) e ritornò in Italia per un anno. Oltre alle sue tele, è noto per la progettazione di un grande murale sulle pareti esterne del Museo Thorvaldsen e per le illustrazioni di un gioco induista, chiamato shakuntala. Fu nominato Cavaliere dell'Ordine del Dannebrog nel 1852, e ricevette il Dannebrogordenens Hæderstegn nel 1881.